# 刺核藤属
刺核藤属（学名：Pyrenacantha）是茶茱萸科下的一个属，为木质藤本植物。该属共有20种，分布于热带非洲和东南亚。

## 下属物种
- 刺核藤 Pyrenacantha volubilis